# Ernst Heinrich Zettwach
Ernst Heinrich Zettwach (* 18. Mai 1787 in Kolberg; † 24. Juni 1857) war ein preußischer Verwaltungsjurist.

## Leben
Zettwach trat am 27. April 1807 im Alter von 20 Jahren in den preußischen Justizdienst. 1812 war er Assessor beim Oberlandesgericht Marienwerder. Nach zwei Dienstjahren erfolgte seine Versetzung nach Stettin, wo er am 8. Mai 1816 zum Oberlandesgerichtsrat avancierte. 1833 wurde er als Hilfsarbeiter an das königliche Obertribunal berufen und am 15. November 1834 zum Mitglied des höchsten Gerichtshofes ernannt. Vom Jahre 1842 bis 1848 wechselte er als Geheimer Oberjustizrat ins Ministerium für die Gesetzrevision, kehrte dann aber in seine alte Stellung am Obertribunal zurück.
Quasi in Nebentätigkeit wurde seine Kompetenz auch vom königlichen Staatsrat, von der Gesetzkommission, vom Oberzensurgericht sowie vom Gerichtshof zur Entscheidung der Kompetenzkonflikte in Anspruch genommen.
Unter der laufenden Nr. 240 wurde Zettwach 1840 Mitglied der Gesetzlosen Gesellschaft zu Berlin.
Am 27. April 1857, anlässlich seines 50-jährigen Amtsjubiläums, verlieh ihm König Friedrich Wilhelm IV. den Stern zum bereits 1847 erhalten Roten Adlerorden II. Klasse mit Eichenlaub. Er war Doktor der Rechte der juristischen Fakultäten der Universitäten Berlin und Greifswald.
Zettwach hatte sich intensiv, auch publizierend mit der pommerschen Rechtshistorie und Anpassungsprozessen zum preußischen Recht auseinandergesetzt. Er wirkte auch an der zehnbändigen 1855 in Berlin erschienenen Ausgabe der Entscheidung des Obertribunals mit.
Er verstarb vermutlich in Berlin überraschend bei sonst bis zuletzt guter Gesundheit an einem Gehirnschlag.

## Werke
- Das Pommersche Lehnrecht nach seinen Abweichungen von den Grundsätzen des Preußischen Allgemeinen Landrechts. Brockhaus, Leipzig 1832 (Digitalisat)
- Das Provinzial-Recht des Herzogthums Alt-Vor- und Hinter-Pommern nach Ordnung des Allgemeinen Landrechts dargestellt. Nicolai, Stettin 1835 (Digitalisat)
- Das Statutar-Recht der Städte des Herzogthums Alt-Vor- und Hinter-Pommern nach Quellen des Allgemeinen Landrechts dargestellt. Nicolai, Stettin 1836 (Digitalisat)